# Danh sách hãng ghi hình Việt Nam
Danh sách chưa hoàn chỉnh dưới đây bao trùm cả các lĩnh vực mở rộng của công việc ghi hình hay làm video cũng như các hãng, các công ty, đơn vị của Việt Nam chuyên sản xuất sản phẩm phim video phục vụ mục đích cá nhân, nội bộ hoặc mục đích thương mại. Ở đây bao gồm cả các doanh nghiệp lớn, có tiếng tăm lẫn các doanh nghiệp địa phương với quy mô nhỏ hơn và có những đóng góp nổi bật trong lĩnh vực quay phim ghi hình.

## Danh sách
| STT | Các công ty                                                                | Tên khác                                       | Tên đầy đủ | Năm thành lập | Người sáng lập/Giám đốc     | Trụ sở | Các lĩnh vực hoạt động |
| --- | -------------------------------------------------------------------------- | ---------------------------------------------- | --- | ------------- | --------------------------- | --- | --- |
| 1   | Công ty Nghe Nhìn Hà Nội - Trực thuộc Đài Phát thanh và Truyền hình Hà Nội | Havisco                                        | - Công ty TNHH Nhà nước một thành viên Nghe Nhìn Hà Nội (từ năm 2005) - Công ty TNHH Một thành viên Nghe Nhìn Hà Nội (từ năm 2011) - Công ty Cổ phần Truyền thông nghe nhìn Hà Nội (từ năm 2015) | 1989          | UBND Thành phố Hà Nội       | Số 26 Hàng Dầu, phường Hàng Bạc, quận Hoàn Kiếm, Hà Nội | |
| 2   | Công ty Nhạc Xanh                                                          | GMC Media                                      | Công ty Trách nhiệm hữu hạn Nhạc Xanh (Greenmusic Co., Ltd) | 2000          | Nguyễn Duy Khánh            | Số 26-28A Nguyễn Xí, phường 26, quận Bình Thạnh, Thành phố Hồ Chí Minh | Sản xuất, phát hành video âm nhạc và phim ảnh; sản xuất chương trình truyền hình; đào tạo nghệ thuật; tổ chức sự kiện; tư vấn, thiết kế và thi công sân khấu, trang thiết bị và kịch bản; dịch vụ cho thuê âm thanh, ánh sáng, màn hình LED |
| 3   | Công ty Cổ phần Nghe Nhìn Thăng Long                                       | - Thăng Long AV - Thăng Long Audio-Visual.,JSC | | 2004          | Phạm Đông Hồng              | Số 26, ngõ 81, phố Láng Hạ, phường Thành Công, quận Ba Đình, Hà Nội | Tổ chức sản xuất các chương trình băng đĩa ca nhạc; tổ chức sự kiện; tổ chức biểu diễn nghệ thuật; phát hành băng đĩa thông qua hệ thống cửa hàng, đại lý trên toàn quốc; sản xuất và phát hành các sản phẩm đĩa hình (VCD, DVD), đĩa tiếng (CD); mời gọi các nghệ sĩ, công tác viên tham gia sản xuất chương trình (đặc biệt là phim hài Tết); các dịch vụ ghi hình, dựng phim và thu thanh |
| 4   | Hoa Dương Entertainment                                                    |                                                | Công ty Cổ phần Nghệ thuật Giải trí Hoa Dương | 2008          | Cao Văn Dương (sn 1977)     | - Tầng 3, tòa nhà C1, tổ 54, phường Mai Dịch, quận Cầu Giấy, Hà Nội - Số 22 phố Cao Xuân Huy, phường Mỹ Đình, quận Nam Từ Liêm, Hà Nội                                                | Tổ chức sự kiện, sản xuất phim truyện, quảng cáo truyền hình, xây dựng và phát triển thương hiệu, sản xuất VCD–DVC ca nhạc, hài kịch (nổi bật nhất là chương trình Xuân Phát Tài mỗi dịp đầu xuân năm mới), tổ chức sản xuất và casting diễn viên, đào tạo diễn viên, ca sĩ, MC, người mẫu…                                                                                                  |
| 5   | POPS Worldwide                                                             | POPS                                           | Công ty Cổ phần Phong Phú Sắc Việt | 2008          | Esther Nguyễn (Nguyễn Trúc) | - Lầu 4, Block A, Tòa nhà Viettel, số 285 đường Cách Mạng Tháng 8, phường 12, quận 10, Thành phố Hồ Chí Minh - Lầu 4, số 268 Tô Hiến Thành, phường 15, quận 10, Thành phố Hồ Chí Minh | Phân phối nội dung có bản quyền, sản xuất nội dung, tổ chức sự kiện, quản lý và phát triển tài năng, sáng tạo giải pháp quảng bá thương hiệu |
| 6   | Hồng Ân Entertainment                                                      |                                                | Công ty Cổ phần Truyền thông và Giải trí Hồng Ân | 2009          |                             | Phòng 202 nhà 7A, ngõ 97 Vọng Hà, quận Hoàn Kiếm, Hà Nội | Sản xuất, truyền thông các sản phẩm âm nhạc cho các ca sĩ và nhạc sĩ; cung ứng bản quyền cho các kênh truyền thông và các website nghe nhạc |
| 7   | Hãng Phim Bình Minh - Trực thuộc BH Media Network                          | - Bình Minh Film - BinhMinh Film., JSC         | Công ty Cổ phần Hãng Phim Bình Minh (Binh Minh Film Production Joint Stock Company) | 2010          | Trần Bình Trọng             | Số 44, ngõ 84 phố Trần Quang Diệu, phường Ô Chợ Dừa, quận Đống Đa, Hà Nội | Sản xuất phim điện ảnh, phim video (đặc biệt là phim hài Tết) và chương trình truyền hình |

### Tại hải ngoại
Tại hải ngoại, vào những năm 1980 - 1990, xuất hiện một số hãng giải trí và phát hành băng đĩa hình giúp các nghệ sĩ Việt kiều được biểu diễn như Trung tâm Thúy Nga, Trung tâm Asia, Trung tâm Làng Văn, Trung tâm Vân Sơn... Các sản phẩm của hai trung tâm Asia và Thúy Nga được thực hiện nghiêm túc, dàn dựng công phu, mang nhiều giá trị nghệ thuật và được giới yêu nhạc đánh giá cao.
Những băng video đầu tiên của Trung tâm Thúy Nga là băng cải lương, trước khi chuyển sang thực hiện các chương trình đại nhạc hội Paris By Night, mà hầu hết là các tiết mục tân nhạc. Ngoài ra, các chương trình đại nhạc hội Paris By Night, Asia, Vân Sơn cũng thường kết hợp những phần trình diễn vũ điệu cổ truyền, dân ca dân nhạc và cải lương, tân cổ giao duyên với các nghệ sĩ như Chí Tâm, Phượng Liên, Thành Được, Ái Vân, Đức Thành, Hương Lan, Phi Nhung, Mạnh Quỳnh, Ngọc Huyền, Quang Lê, Y Phụng và vũ đoàn Lạc Hồng.
Cho tới những năm gần đây, các trung tâm kể trên thường phát hành đều đặn các chương trình dưới dạng DVD.
Dưới đây là danh sách các hãng thu âm ghi hình tiêu biểu của người Việt ở hải ngoại:
| STT | Các công ty        | Tên khác                                | Tên đầy đủ | Năm thành lập                | Người sáng lập/Giám đốc | Trụ sở                                                                                  | Các lĩnh vực hoạt động |
| --- | ------------------ | --------------------------------------- | --- | ---------------------------- | ----------------------- | --------------------------------------------------------------------------------------- | --- |
| 1   | Trung tâm Thúy Nga | - Thúy Nga Paris - Thúy Nga Productions | | 1972, tái thành lập năm 1983 | Tô Văn Lai              | Thành phố Westminster, tiểu bang California, Hoa Kỳ                                     | Tổ chức biểu diễn, sản xuất các sản phẩm băng đĩa ca múa nhạc, cải lương, hài kịch, phim truyện cũng như phát hành tạp chí, sách nói (audiobook) |
| 2   | Trung tâm Asia     |                                         | - Trung tâm Lê Minh Bằng (từ năm 1981) - Trung tâm băng nhạc Dạ Lan (từ năm 1983) - Trung tâm Asia (Asia Entertainment Inc.) (từ năm 1988) | 1981                         | Anh Bằng                | Thành phố Garden Grove, tiểu bang California, Hoa Kỳ                                    | Sản xuất các chương trình chủ đề, live show, ca vũ nhạc kịch, phim ảnh                                                                           |
| 3   | Trung tâm Làng Văn | Village of Poetry                       | | 1985                         | Nguyễn Bích Lan         | - Thành phố Westminster, tiểu bang California, Hoa Kỳ - Thành phố Hồ Chí Minh, Việt Nam | Sản xuất và phát hành băng đĩa nhạc, cải lương, hài kịch, karaoke, nhạc thiếu nhi                                                                |
| 4   | Trung tâm Mây      | Mây Productions                         | Tiền thân là Trung tâm băng nhạc Dạ Lan | 1990                         | Trần Thăng              | Hoa Kỳ                                                                                  | Sản xuất và phát hành các chương trình ca vũ nhạc kịch tổng hợp (đại nhạc hội)                                                                   |
| 5   | Trung tâm Vân Sơn  | Vân Sơn Entertainment                   | | 1994                         | Vân Sơn                 | Thành phố Westminster, tiểu bang California, Hoa Kỳ                                     | Sản xuất và phát hành các chương trình âm nhạc, liveshow, phóng sự, hài kịch, phim truyện, tuồng cải lương, phát hiện và đào tạo ca sĩ           |